# 丹下盛賢
丹下 盛賢（たんげ もりかた）は、戦国時代の武将。尾州畠山氏の家臣。河内国丹下城主。

## 略歴
丹下氏は河内国丹南郡丹下（羽曳野市恵我之荘周辺）を本拠とする国人。盛賢以前には、畠山政長の下で幕府や公家とのやり取りに携わり、明応2年（1493年）に政長とともに自刃した丹下三郎右衛門尉がいる。
盛賢ははじめ畠山尚順に仕え、守護奉行人筆頭の地位に就く。永正17年（1520年）に尚順が没落し稙長が家督を相続すると、それまで他の内衆と連署していた書状に単独で署名するようになり、また守護代並みの格式の書状を発給するようになるなど、更なる地位の上昇が見られた。
その後、天文3年（1534年）に守護代・遊佐長教と対立した稙長が紀伊国に退去した際はそれに付き従った。
天文7年（1538年）には稙長の河内侵攻にあたって知行宛行が行われているが、盛賢がその調整役を務めている（「湯河家文書」）。
天文10年（1541年）に稙長が長教と和解し高屋城に帰還すると、守護家内衆筆頭の盛賢が長教に書状を送り、それを受けて長教が書状を発給するという動きが見られるようになる（「葛原家文書」）。稙長の紀伊在国中は長教が実質的に河内支配を掌握していたと考えられるが、稙長の河内復帰によってそれ以前の守護・守護代による河内支配の体制が復活した。
天文14年（1545年）5月15日に稙長が没すると、同じ頃に病没。丹下の家名は平盛知が継いだ。
また、丹下氏の居城・丹下城は大塚山古墳を利用したものとされる。